# Booker Mountain
Booker Mountain – góra w USA, w stanie Waszyngton, położona 45 km na zachód od Winthrop. Wierzchołek leży na terenie hrabstwa Chelan, a w odległości 2 km leży Buckner Mountain.
Szczyt leży na obszarze rezerwatu Stephen Mather Wilderness, będącego częścią Parku Narodowego Północnych Gór Kaskadowych. Jest jednym z wyższych szczytów w tym parku. Ze szczytu spływa kilka lodowców.